# Skultaqchi'mh
Skultaqchi'mh, ime za jednu od bandi Sinkiuse Columbia Indijanaca koji su živjeli u blizini ušća rijeke Wenatchee, na području današnje američke države Washington. Njih uz još nekoliko skupina (Sinkumkunatkuh, Sinkolkolumínuh, Stapi'sknuh, Skukulat'kuh, Skoáhchnuh i Skihlkintnuh) spominje američki fotograf Curtis (1907-9)